# Jonen
Jonen est une commune suisse du canton d'Argovie, située dans le district de Bremgarten.

## Monuments et curiosités

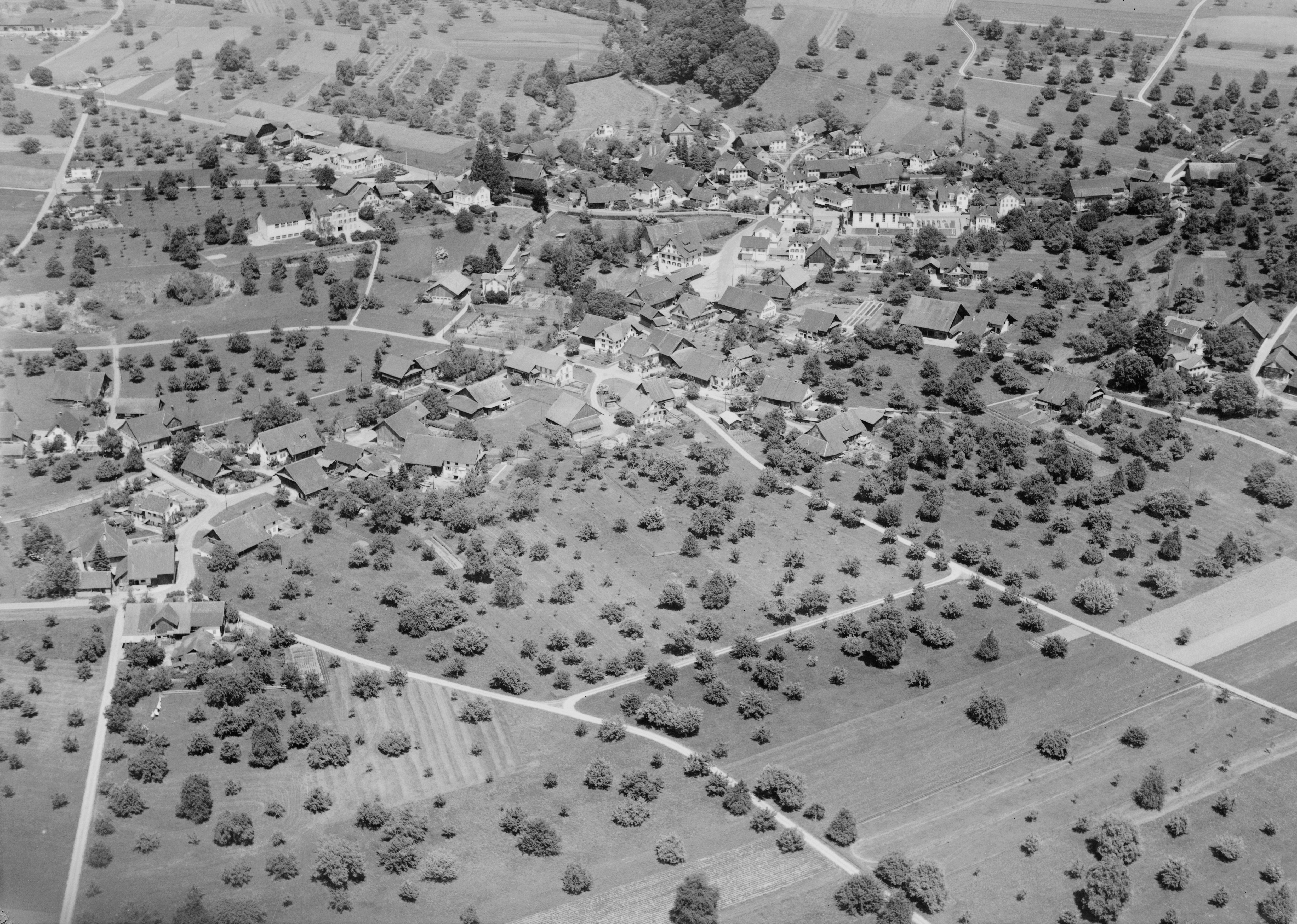
Vue aérienne (1962)

L'église de pèlerinage de Jonental, de plan cruciforme avec voûtes en berceau, transept et chœur, a été construite entre 1734 et 1736 par Hans Georg Urban. Elle contient une statue miraculeuse de la Vierge en style gothique tardif du XVIe siècle.